# シカゴ万国博覧会 (1893年)

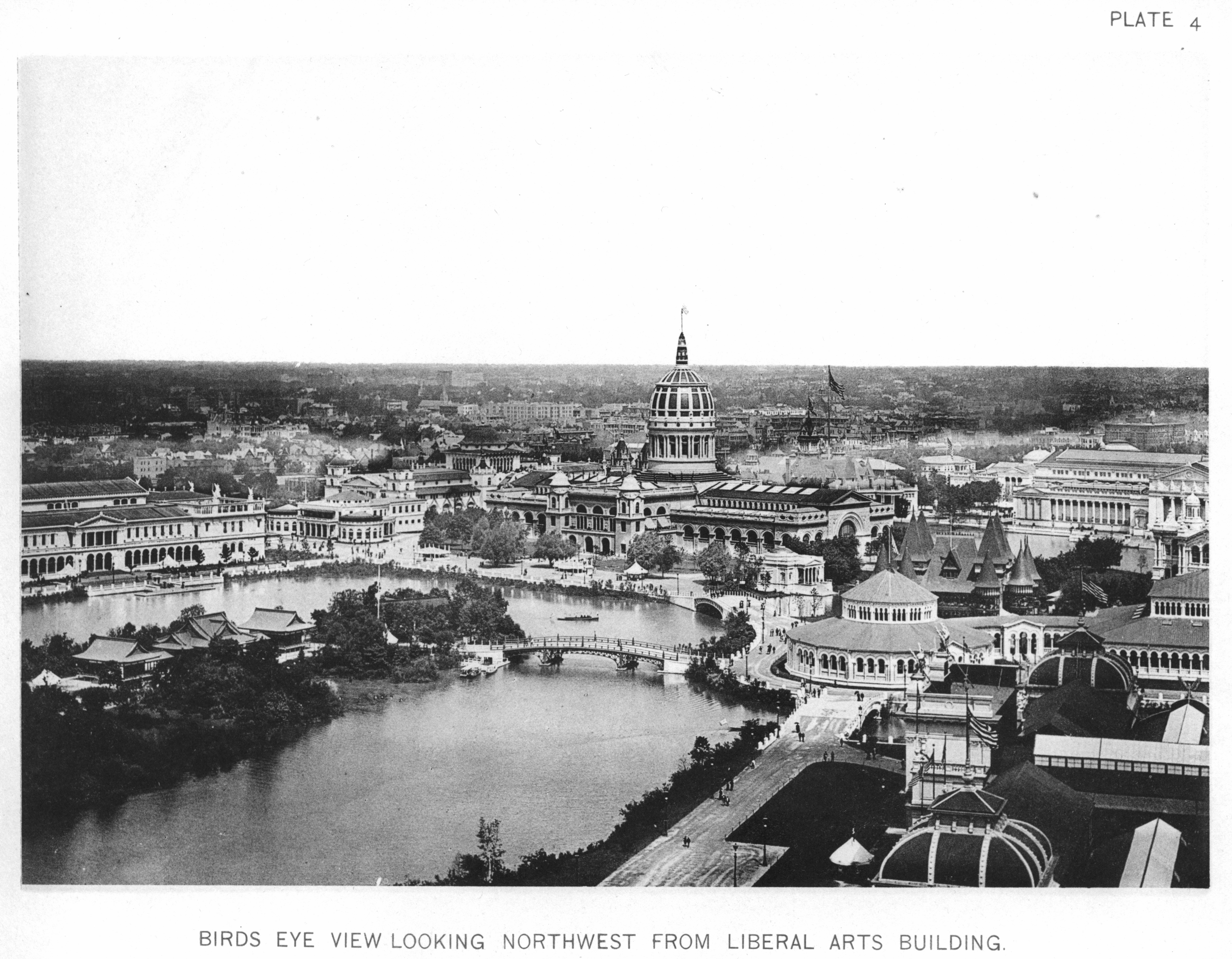
博覧会場。

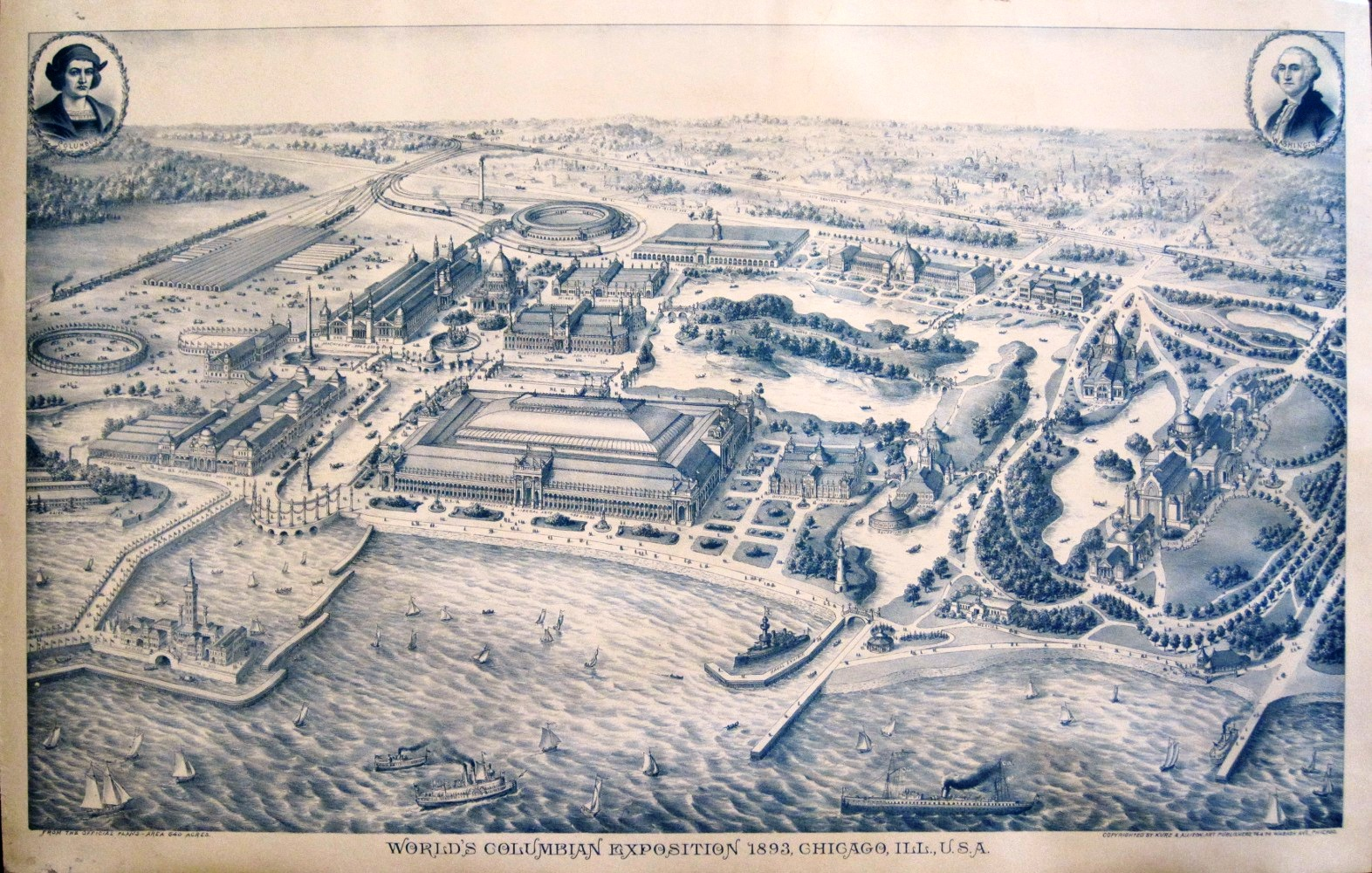
会場の基本プラン。

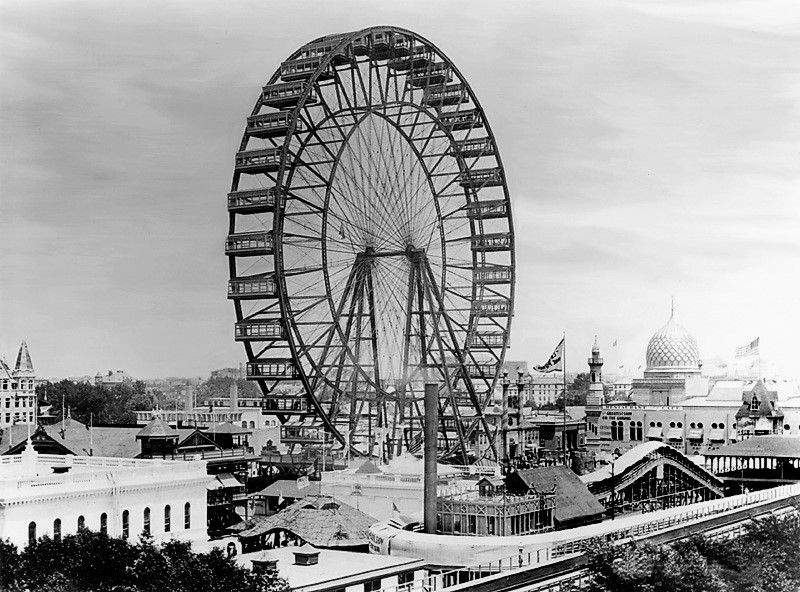
フェリスが設計した大観覧車

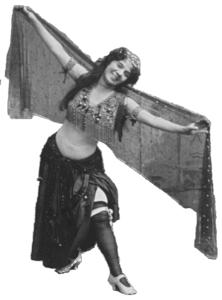
アメリカ初披露となったベリー・ダンスも人気を集めた

シカゴ万国博覧会（シカゴばんこくはくらんかい、英語: World's Columbian Exposition、Expo 1893）は、1893年5月1日から10月3日までアメリカ合衆国イリノイ州のシカゴで開催された国際博覧会である。中心テーマは、科学技術の発展と工業への応用。コロンブスのアメリカ大陸上陸400周年を記念して催されたため、「シカゴ・コロンブス万国博覧会」、「シカオ・コロンビア博覧会」とも呼ばれる。
19ヶ国が参加し、会期中2750万人が来場した。正式名称のWorld's Columbian Expositionは、閣龍世界博覧会、世界コロンビア博覧会などと訳されている。
ルネッサンス建築全盛時代の建築デザイン博覧会で、日本からは宇治平等院鳳凰堂の2分の1の模型を出品。プレカット材が2人の宮大工によって組み立てられ、多くの人にジャポニズムの強烈な印象を与えた。ライトのプレーリー様式の創造にも大きく影響したといわれている。

## 概要
1871年のシカゴ大火から目覚ましい復興を遂げたシカゴ市は、1890年にアメリカ政府から博覧会の開催都市として指名され、ミシガン湖畔の67万坪以上に渡るジャクソン公園付近を3年がかりで造成し、展示のためのCourt of Honor地区と娯楽のためのMidway地区からなる広大な会場に約200の建物が建造された。
メイン会場となるCourt of Honor地区には、美術館、連邦政府館、園芸館、工芸館、農業館、機械館、管理棟など、アメリカの繁栄を示すにふさわしいと考えられた豪華な新古典主義建築の建物が建てられ、アメリカを中心に、各国からの工芸、美術、機械などがテーマごとに展示された。煉瓦造りに漆喰塗りの美術館を除き、木造をスタッフ（焼石膏と麻の繊維などを混ぜたもの）で塗り固めた張りぼて建築ではあったが、建物が白一色に統一されていたことから「ホワイト・シティ」と通称された。アメリカの技術力を誇示するため電気が多用された点と、女性の企画運営による「女性館」が設置された点が特徴的だった。一方、遊興を目的としたMidway地区には世界初の巨大観覧車「フェリスの車輪」など大型の遊具が設置されたほか、国際色豊かな店が並び、好評を得た。そのほか、コロンブスの航海に使われた帆船のレプリカ、ヤーキスの大望遠鏡、ニューヨークと結んだ長距離電話、動く歩道など、当時の最先端技術が披露された。

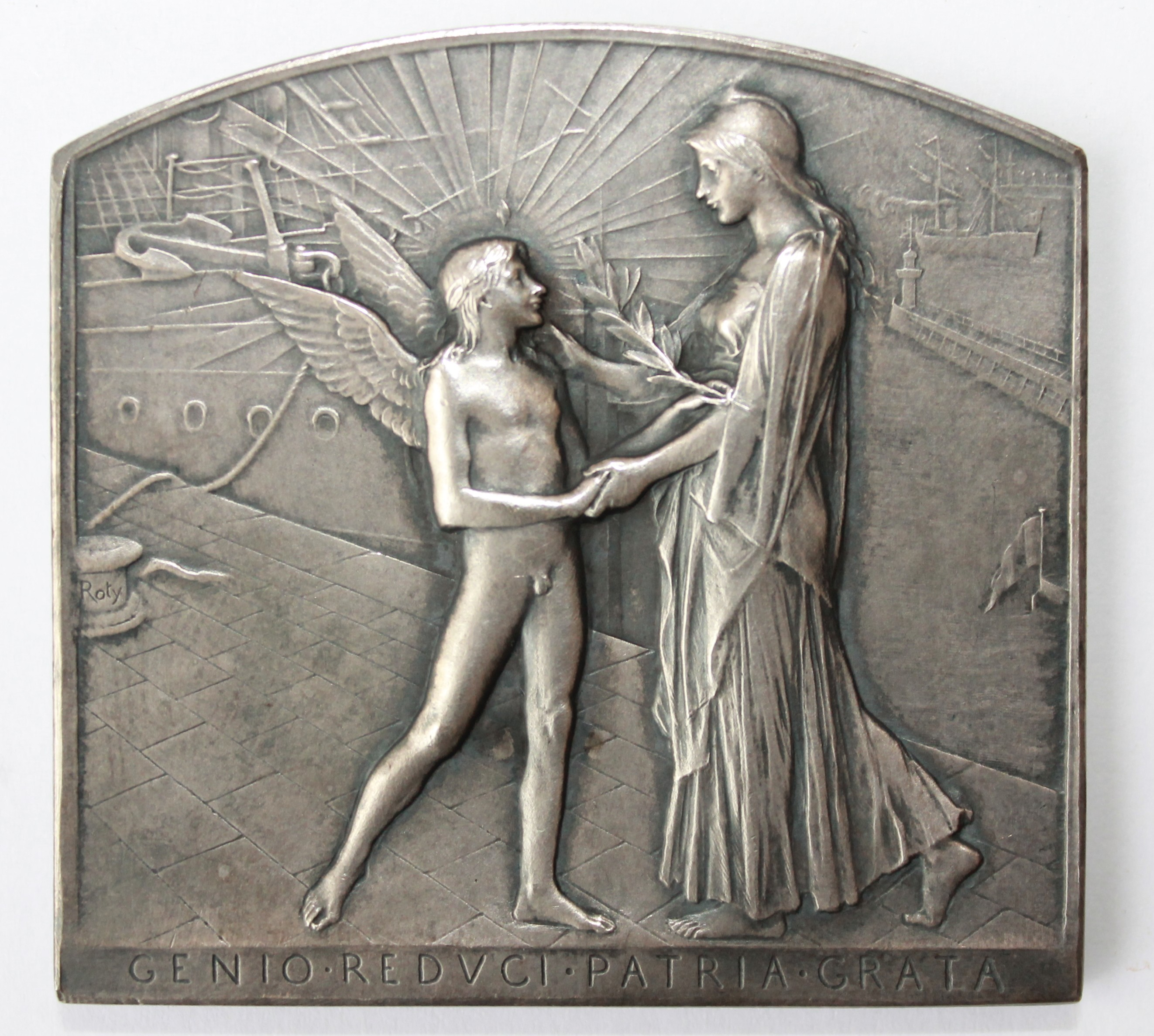
フランス政府から自国の出展者に贈られたプラーク（オスカル・ロティ製作）

参加国は世界の独立国39と属国43を数え、19世紀にアメリカが開催した博覧会中最も規模が大きく、入場者数は当時のアメリカ国民の人口の約半数にのぼった。。
また、第一回万国宗教会議が開かれ、世界各地から各宗派の代表が集まり、それぞれの宗教について演説を行なった。日本からは臨済宗の釈宗演、天台宗の芦津実全（芦津丈夫の祖父）、真言宗の土宜法龍、浄土真宗の八淵蟠龍が出席した。

## 機械式観覧車
会場には、アメリカ人技師のジョージ・ワシントン・ゲイル・フェリス・ジュニアにより設計されたモーター駆動による機械式観覧車（フェリス・ホイール）がそびえ立っていた。パリのエッフェル塔に対抗して作られたものであり、直径75.5m、2,160人乗りという規模で、現代から見ても巨大なものだった。観覧車が英語で「フェリス・ホイール」と呼ばれるのは、彼の名にちなむ。

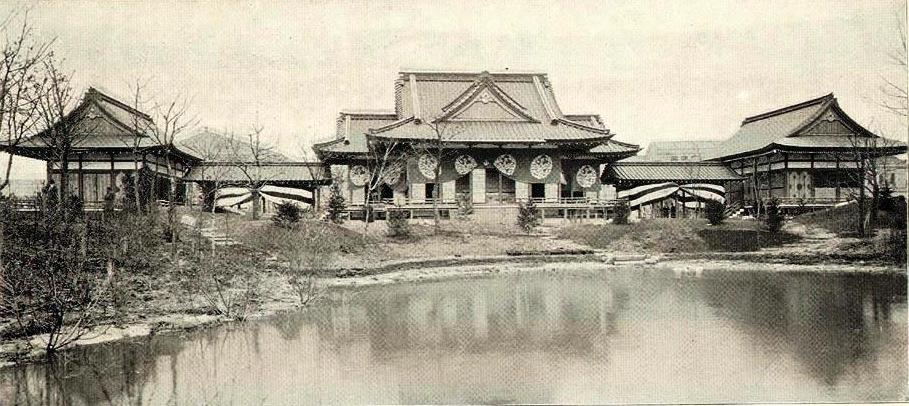
日本館「鳳凰殿」正面

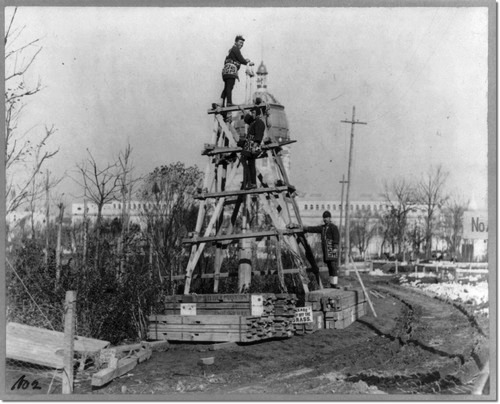
「鳳凰殿」建設のため足場を組む有限責任日本土木会社（のちの大成建設）の作業員。資材も職人も日本から持ち込んだ

## 参加の国々

### 日本
日本は、諸外国との交易推進という目的のほか、日本が文明国であることを西洋諸国に示し、不平等条約を撤廃するという目的のため、周到な準備をして博覧会に臨んだ。作品展示だけでなく、日本館の建設を希望し、(万博の景観設計責任者のフレデリック・ロー・オルムステッドは当初反対したと言われているが）日本側の熱心な交渉により、美術館の向かいにある池の中州の森という好立地に建設が許可された。万博建設部長を務めたダニエル・バーナムも「日本は極めて美しい建築物を提案しており、しかもシカゴ市に無償で寄贈すると言っている」とオルムステッドに書き送り、日本館建築を支援したと言われている。
1882年の冬に資材と25名の職人が日本から送りこまれ、宇治の平等院鳳凰堂を模した日本館「鳳凰殿」と日本庭園を建設。鳳凰殿は3棟から成り、長い歴史を持つ国であることを示すために、江戸時代、平安時代、室町時代の建築様式を取り入れ、それぞれの時代の特徴を示す美術・工芸品を展示した。設計は、イギリス人建築家コンドルの弟子である久留正道が担当し、75名の職人によって造られた。日本式の建築工法や職人らの機敏な作業風景は市民の注目を集め、連日見学者が絶えなかった。堅牢な壁の代わりに柱を用いる日本の伝統的な建築技法は内部に柔軟で開放的な空間を造り、周囲の自然環境とも流動的に交わる外観を持ち、会場に並ぶボザール様式の西洋建築とは著しく異なっており、アメリカの建築界に議論を起こした。中でもフランク・ロイド・ライトは、景観との連続性や彼が呼ぶところの「無駄の排除」など、日本建築の持つ特質に触発され、その後の彼のスタイルに影響を与えた。
日本はこの鳳凰殿と、万博メイン会場にあるいくつかの館に工芸品と美術品を展示したほか、各国の女性の芸術作品と暮らしを伝える「女性館」にも展示参加した。この「女性館」への展示参加によって、当時ほとんど重要視されていなかった女性の芸術は、作品が展示されることで近代化という文脈の中に位置付けられるようになった。この「女性館」は当初、女性の作品を展示する場としては構想されてはいなかった。しかし、女性館は当時世間にもたれていた女性に対する誤った偏見を取り除き、女性がいかに社会的に貢献できるのかということを国内外に示すという目的のもと、設置されることが決まった。展示品の選考には岡倉天心らが当たった。帝国博物館所蔵の第一級の美術工芸品のほか、船から盆栽まで幅広い日本の文物を紹介した。日本の竹フィラメントを使った電球や、他の科学先進国をもしのぐ先進的な地震計なども来場者を驚かせた。
久保田米僊は、私費で渡米し「鷲図」を出品し授賞した。また会場の情景を数百枚描き、その画のいくつかは、後に展示会についての木版画の本を作るために使用された。
日本の出品物は、主に磁器、七宝焼、金属細工、刺繡であった。また、55点の絵画と24点の彫刻が展示され、パレスオブファインアーツの290点の展示のうち271点は日本のものだった。
出品物の作者で代表的な人物は、宮川香山、藪明山、濤川惣助であった。

## 批判
アメリカの繁栄を誇示する華やかな博覧会の陰で、多くのものが排除・無視された。19世紀末のアメリカは急激な工業化により新興成金が台頭し、貧富の差が極端に拡大していた。万博に象徴される富裕層の並み外れた豪奢さに対し、労働者、先住民、有色人種は過酷な状況に置かれていた。シカゴにはスラム街が広がり、不衛生極まりない環境に暮らす庶民たちは貧困と伝染病に苦しんでいた。そうした中、万博会場だけが美しく整備され、「純粋な白人」のみで構成された万博委員会は人種差別を公とした。黒人団体が抗議したが、奴隷解放宣言から30年経ってなお、政府は委員会の判断を承認した。シカゴの不動産王の妻が委員長を務める女性館への黒人の参加も無視され、黒人女性活動家らが「万博に黒人のアメリカ人がいない理由（The Reason Why the Colored American Is Not in the World's Columbian Exposition）」という抗議の小冊子を作り、会場で販売した（当時Colored Americanはアフリカ系アメリカ人を指した）。先住民の展示は野蛮なインディアンを印象付けるような感傷的なものに限っており、そのことに抗議したスタッフは解雇された。

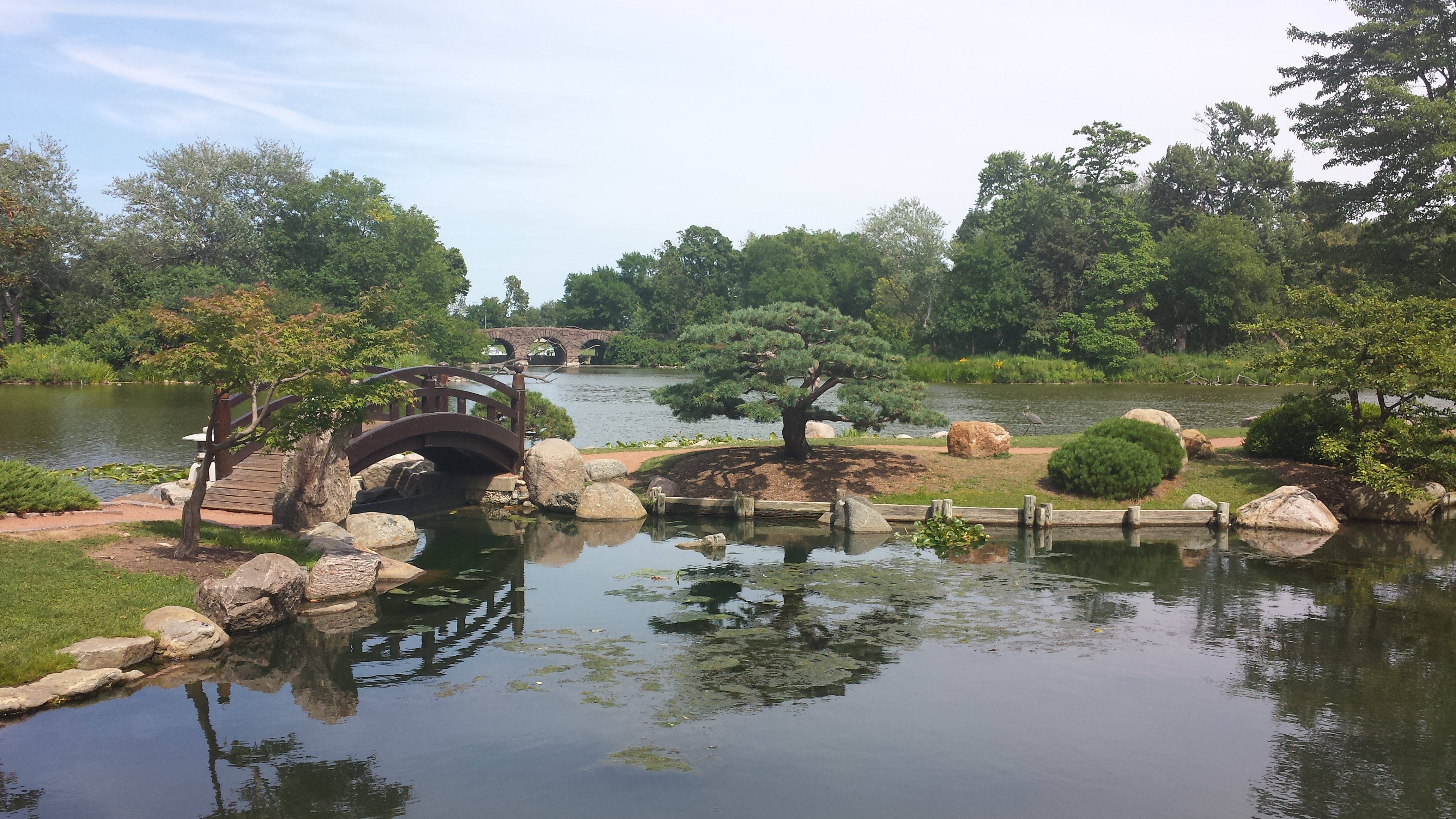
整備し直され、ジャクソン公園に残されている日本庭園

## 会場跡地
半年間の会期を終えた博覧会場は、多くの建物が木造であったため1894年の大火災でほとんどが焼失し、数年で建物と運河が撤去され、ジャクソン・パークとして再整備された。美術館として使われた煉瓦造りのメインの建物は残され、シカゴ科学産業博物館として利用されている。

### 鳳凰殿と日本庭園
ウーデッド・アイランドと名付けられた中州にあった鳳凰殿と日本庭園は博覧会終了後、天皇からの寄贈という形でシカゴ市へ寄贈され、公園の一部として残された。1934年にはニューディール政策の一環として、ジョージ・K・シモダ（1866 – 1931）の設計図をもとに、新しい廻遊式庭園として整備された。鳳凰殿と庭園の手入れは、シカゴ市公園委員会より、日系移民のショージ・オーサト (1885-1955) と妻のフランシス・フィッツパトリック(Frances Fitzpatrick。1897-1954。アイルランドとフランスの血を引くカナダ人。建築家の娘)に委任され、2人は1941年までこれを日本茶館として管理した（2人の娘ソノ・オーサトはのちにバレエ・リュスのバレリーナとして活躍した）。
第二次世界大戦における日本とアメリカの開戦後に、オーサトが日系人の強制収容に見舞われると、「敵国」の施設は放置され、略奪などで荒れ放題となった。鳳凰殿は戦後すぐの1946年に、1棟が火災により、残りの2棟が放火により焼失した。
1973年にシカゴ市と姉妹都市となった大阪市の資金援助で庭園が整備し直され、1981年に再寄贈された。設計をした日系アメリカ人の造園師・カネジ・ドウモトはこれによってフレデリック・ロー・オルムステッド賞を1983年に受賞した。シカゴ・大阪姉妹都市20周年の1993年には「Osaka Garden（大阪庭園）」と改名され、日本文化を知る格好の場所として市民に親しまれていたが、2013年には庭園120周年を記念して日米交流の印として120本の桜が植えられ、2014年に「The Garden of the Phoenix（鳳凰庭園）」と改名された。

## ギャラリー

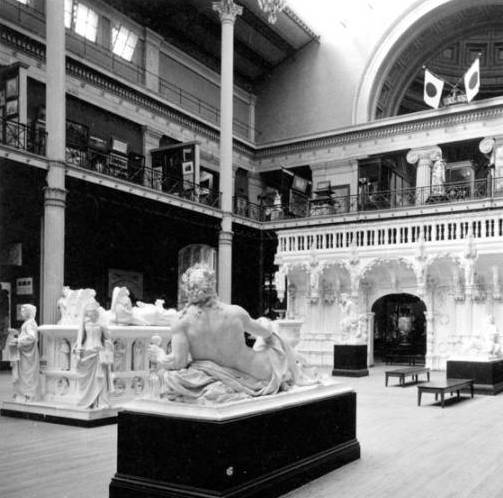
美術展示会場。2階に日本コーナーがあり、日本の国旗が見える。
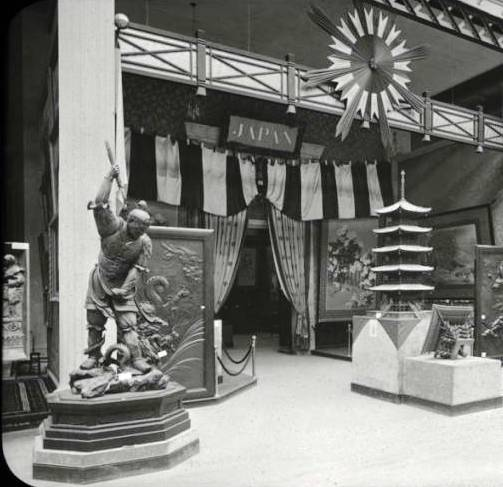
美術展示会場の日本部門入口。
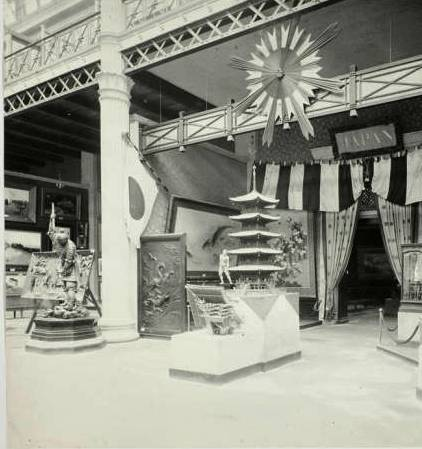
美術展示会場の日本部門入口。

## 関連書籍
- 万国宗教会議：一八九三年大会講演集復刻版 全2巻
- The World's Congress of Religions-The addresses and papers delivered before the Parliament, and the Abstract of the Congresses, held in Chicago, August 1893 to October 1893, under the Auspices of The World's Columbian Exposition, Tokyo: Edition Synapse. ISBN 978-4-901481-98-4 www.aplink.co.jp/synapse/4-901481-98-3.htm
- 『ホワイト・シティの幻影―シカゴ万国博覧会とアメリカ的想像力』大井浩二、研究社出版 (1993/12)
- 亀井俊介編『アメリカ文化史入門』 (昭和堂 2006) ISBN 4-8122-0546-8 C3098